# Reine mère (film)
Pour la mère du monarque régnant, voir Reine mère.
Pour plus de détails, voir Fiche technique et Distribution.
Reine mère est un film franco-belge écrit, réalisé par Manele Labidi et diffusé en 2025, dans lequel elle met en scène ses souvenirs d'une famille immigrée entre comédie sociale et fantaisie fantastique.

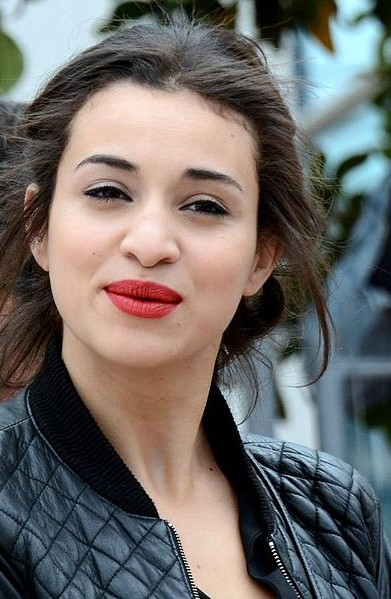
Camélia Jordana.

## Synopsis
Amel est une femme au foyer qui gère d'une main de maître sa petite famille récemment immigrée en France : son mari Amor et ses deux filles, scolarisées dans une école privée catholique. Mais cette petite famille se retrouve dans l'obligation de quitter son appartement dans Paris pour la banlieue, le propriétaire de l'appartement qu'elle loue voulant récupérer son bien. En plus, leur fille aînée Mouna croit croiser Charles Martel dans un couloir après un cours d'histoire et fait de ce fantôme son ami imaginaire,,.

## Fiche technique
Le film est une coproduction de Kazak Productions, de la société belge Frakas Productions et d'Arte France Cinéma, réalisée avec le soutien de la région Île-de-France, de la région Grand Est et de l'Eurométropole de Strasbourg pour la France, et le soutien de la Fédération Wallonie-Bruxelles, de la RTBF (télévision belge) et de Proximus pour la Belgique,,.
- Titre original : Reine mère
- Réalisation : Manele Labidi[4],[5],[7]
- Scénario : Manele Labidi[4],[5],[7]
- Production : Jean-Christophe Reymond[4],[5]
- Producteurs délégués :
- Sociétés de production : Kazak Productions, Frakas Productions et Arte France Cinéma[4],[5]
- Sociétés de distribution : Canal+, Prime Video, Diaphana et Totem[4],[5]
- Budget : 2,7 millions d'euros[8]
- Pays de production :  France /  Belgique
- Langue originale : français
- Format : couleur
- Genre : chronique sociale, comédie dramatique[4],[5],[9]
- Durée : 93 minutes
- Date de sortie :
  - France : 12 mars 2025
  - Suisse : 19 mars 2025

## Distribution
- Camélia Jordana : Amel
- Sofiane Zermani : Amor
- Damien Bonnard : Charles Martel
- Rim Monfort : Mouna
- Saadia Bentaïeb : Sabrina
- Farida Rahouadj : Hakima
- Jean-Benoît Ugeux : M. Ganet
- Marie Rivière : responsable maintenance
- Stéphane Soo Mongo : médiateur Mairie
- Clémentine Poidatz : la matresse

## Production

### Genèse et développement
Le scénario est de la main de Manele Labidi, qui est également la réalisatrice du film,,.
La production est assurée par Jean-Christophe Reymond pour Kazak Productions,.

### Tournage
Le tournage du film se déroule du 12 juin au 29 juillet 2023 à Paris et dans sa périphérie, ainsi que dans l'Eurométropole de Strasbourg en région Grand Est,,.